# Berry Larsson
Berry Göran Larsson, född 26 december 1946, är en svensk före detta fotbollsspelare som bland annat representerade Örgryte IS, IFK Sundsvall och Gais.

## Karriär
Larsson gick inför säsongen 1968 från Göteborgs FF till Örgryte IS, och debuterade i allsvenskan i en match mot IFK Norrköping i juni samma år. Inför säsongen 1975 lämnade han Öis för IFK Sundsvall, och var samma år med om att gå upp i allsvenskan med klubben. Efter den allsvenska säsongen 1976 återvände han dock till Göteborg och Gais, där han gjorde 13 matcher (1 mål) i division II 1977. Han varvade därefter ner i IK Virgo.